# Rudolf Breitscheid (Schiff)
Das Frachtschiff Rudolf Breitscheid war ein Handelsschiff der Deutschen Seereederei Rostock (DSR), der Staatsreederei der Deutschen Demokratischen Republik, und das sechste einer Serie von sechzehn Schiffen vom Typ X. Gebaut wurde es auf der VEB Warnow-Werft in Rostock.

## Geschichte
Das ursprünglich noch als Geschwister Scholl geplante Frachtschiff wurde am 21. März 1964 mit dem Namen Rudolf Breitscheid vom Stapel gelassen. Die Warnow-Werft in Rostock-Warnemünde übergab das fertige Schiff  mit der Baunummer 516 am 31. August 1964 an die DSR. Aufgrund einer Veränderung der Reedereistruktur und Umbenennung in Deutfracht/Seereederei Rostock wurde das Schiff an das neue Unternehmen am 1. Januar 1974 übertragen. Die Rudolf Breitscheid wurde weltweit eingesetzt, besonders auf Linien zwischen europäischen Häfen, dem Golf, Indien und Südostasien. Der Rückgang der konventionellen Stückgutschifffahrt führte zu Umbaumaßnahmen. Das Schiff sollte für den Metalltransport zwischen dem litauischen Hafen Klaipėda in der damaligen Sowjetunion und Rostock genutzt werden. Am 15. August 1985 lief es in der Werft „Brodogradilište Victor Lenac“ in Rijeka ein. Dort wurde der Laderaumboden verstärkt, das Ladegeschirr entfernt und moderne Navire-Lukenabdeckungen eingebaut. Im Dezember 1985 wurden die Umbauarbeiten beendet und das Schiff kam wieder in Fahrt. Es wurde auf der geplanten Route in der Ostsee eingesetzt.

## Die Havarie und der Verlust
Auslaufend aus Memel am 24. September 1988 drückte ein schwerer Sturm das tiefbeladene Schiff aus der Fahrrinne. Um 21.03 Uhr kam es zur Grundberührung mit folgender Manövrierunfähigkeit. Die Rudolf Breitscheid strandete am Morgen des 25. September um 07.01 Uhr an der Nordmole von Klaipėda. Das Schiff kam trotz der Bergungsversuche nicht mehr frei und brach auseinander. Die Besatzung wurde komplett gerettet. Im Dezember 1988 konnte das Vorschiff schwimmfähig gemacht und zum Abwracken nach Hamina in Finnland geschleppt werden. Im Sommer 1989 wurde die Ladung, bestehend aus 10.000 Tonnen Stahlblechen und Halbzeugen geborgen. Der hintere Teil des Schiffsrumpfes liegt noch an der Hafeneinfahrt (55° 43′ 51,4″ N, 21° 4′ 44,3″ O) vor Klaipėda.

## Bilder

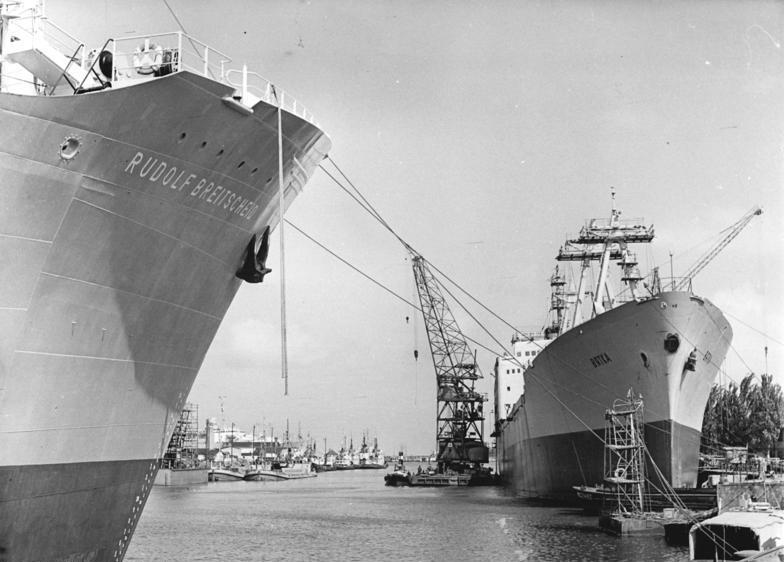
Rudolf Breitscheid in Rostock
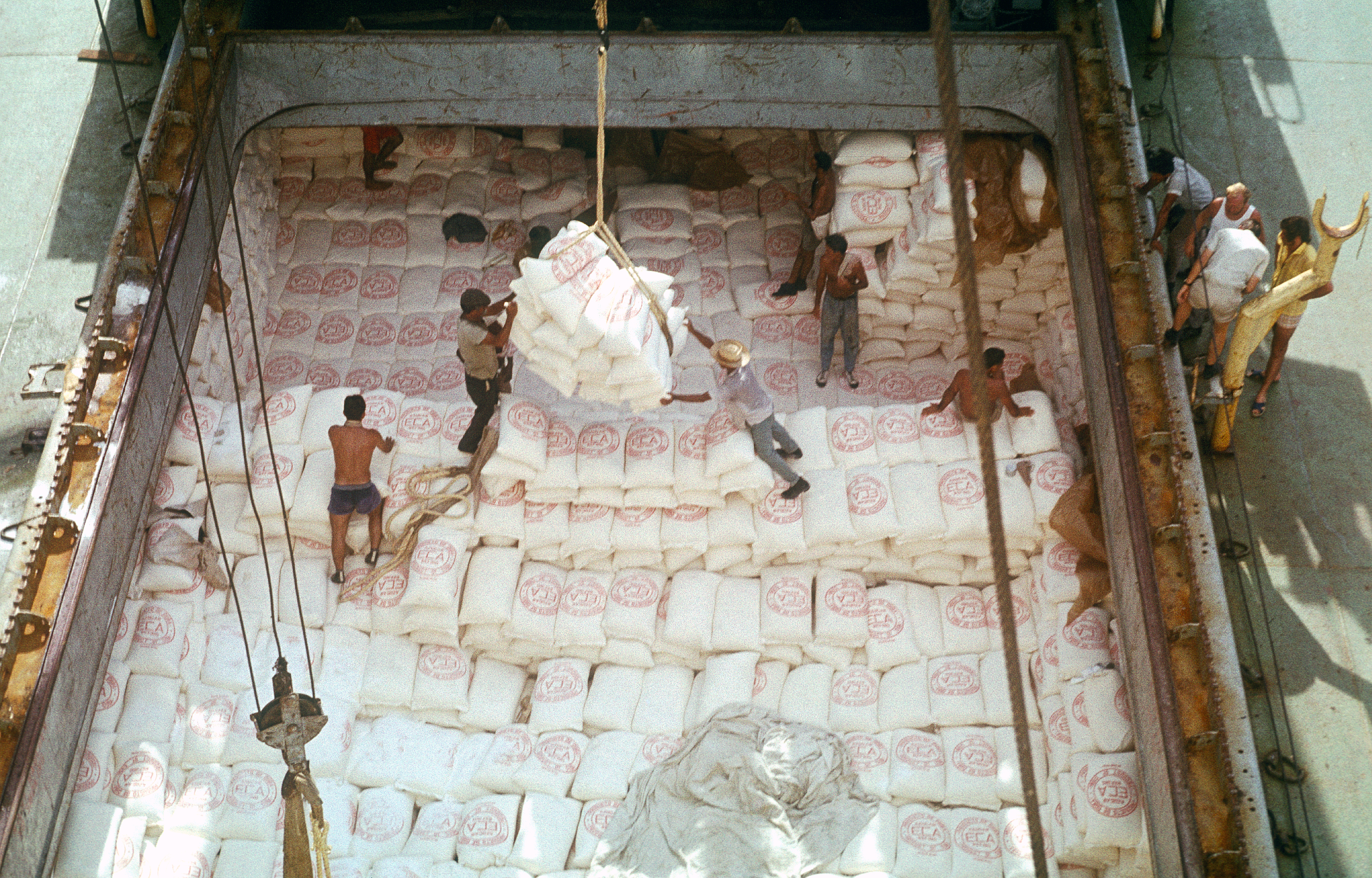
Rudolf Breitscheid im Hafen von Matanzas (Kuba, Sommer 1973) beim Laden von Zucker